# Stormblåst
Stormblåst (în românește Spulberat de furtună) este cel de-al doilea album de studio al formației Dimmu Borgir. Este primul album cu Shagrath ca solist vocal și ultimul cu Brynjard Tristan.
Revista Terrorizer a clasat Stormblåst pe locul 28 în clasamentul "Cele mai bune 40 de albume black metal".

## Versiunea originală lansată în 1996

### Lista pieselor
1. "Alt lys er svunnet hen" (Toată lumina s-a stins) - 06:05
2. "Broderskapets ring" (Inelul frăției) - 05:07
3. "Når sjelen hentes til Helvete" (Când sufletele sunt aduse în Iad) - 04:30
4. "Sorgens kammer"[2] (Camera tristeții) - 06:19
5. "Da den kristne satte livet til" (Când creștinul și-a pierdut viața) - 03:06
6. "Stormblåst" (Spulberat de furtună) - 06:13
7. "Dødsferd" (Călătoria Morții) - 05:28
8. "Antikrist" (Antihrist) - 03:42
9. "Vinder fra en ensom grav" (Vânturi dinspre un mormânt solitar) - 04:25
10. "Guds fortapelse - åpenbaring av dommedag" (Damnarea lui Dumnezeu - revelația zilei judecății) - 04:23

### Personal
- Shagrath - vocal, chitară
- Silenoz - chitară ritmică
- Tjodalv - baterie
- Brynjard Tristan - chitară bas
- Stian Aarstad - sintetizator (sesiune)

## Versiunea reînregistrată lansată în 2005
În 2005 albumul a fost reînregistrat și lansat prin casa de discuri Nuclear Blast; în pachet este inclus un DVD suplimentar care conține unul dintre concertele susținute în cadrul turneului Ozzfest.

### Lista pieselor

#### CD
1. "Alt lys er svunnet hen" (Toată lumina s-a stins) - 04:44
2. "Broderskapets ring" (Inelul frăției) - 05:30
3. "Når sjelen hentes til Helvete" (Când sufletele sunt aduse în Iad) - 04:30
4. "Sorgens kammer - del II"[3] (Camera tristeții II) - 05:51
5. "Da den kristne satte livet til" (Când creștinul și-a pierdut viața) - 03:03
6. "Stormblåst" (Spulberat de furtună) - 06:10
7. "Dødsferd" (Călătoria Morții) - 05:42
8. "Antikrist" (Antihrist) - 03:36
9. "Vinder fra en ensom grav" (Vânturi dinspre un mormânt solitar) - 04:00
10. "Guds fortapelse - åpenbaring av dommedag" (Damnarea lui Dumnezeu - revelația zilei judecății) - 04:01
11. "Avmaktslave"[3] - 03:54

#### DVD
- Piesele 1 și 5 sunt de pe Enthrone Darkness Triumphant
- Piesele 2 și 4 sunt de pe Death Cult Armageddon
- Piesa 3 e de pe Puritanical Euphoric Misanthropia

1. "Spellbound (By The Devil)" - 04:20
2. "Vredesbyrd" - 04:48
3. "Kings Of The Carnival Creation" - 08:07
4. "Progenies Of The Great Apocalypse" - 05:25
5. "Mourning Palace" - 05:45

### Personal
- Shagrath - vocal, chitară, chitară bas
- Silenoz - chitară ritmică, chitară bas
- Mustis - sintetizator (sesiune)
- Hellhammer - baterie (sesiune)

### Clasament
| Țara     | Poziția |
| -------- | ------- |
| Franța   | 183     |
| Germania | 87      |
| Norvegia | 24      |